# Jasmin Muharemović
Jasmin Muharemović (* 22. Februar 1965 in Tešanj, SFR Jugoslawien, heute Bosnien-Herzegowina) ist ein bosnischer Turbofolksänger. Er gilt als einer der bekanntesten und erfolgreichsten Sänger des gesamten Westbalkans.

## Leben und Karriere
Muharemović zog 1983 nach Požarevac, um bei Novica Urošević eine professionelle Karriere als Sänger zu starten. Schon von seinem Debütalbum wurde eine viertel Millionen Exemplare verkauft. Wegen der Balkankriege zog er 1994 nach Wien.
Muharemović hat zwei Wohnsitze, einen im österreichischen Wien, den zweiten in seiner bosnischen Geburtsstadt Tešanj. Sein Bruder Esad Plavi ist ebenfalls ein sehr bekannter bosnischer Sänger. Er ist verheiratet und hat zwei Kinder.
Zu seinen größten Hits gehören Ja sam taj, Jasmina, Hajde Mala, Moja čaršija und Nemam srece.

## Diskografie

### Alben
- 1987: Ja sam taj (mit Orkestar Novice Nikolića)
- 1988: Prvi momak
- 1989: Osvajač
- 1991: Bolje ljubav, nego rat (mit Orkestar Novice Nikolića-Patala)
- 1994: Sve me boli
- 1995: Crna ženo
- 1998: Vjernost i nevjersnost
- 1999: Ginem, ginem
- 2001: Nešto nemoguće
- 2003: Jasmina
- 2005: Žilet
- 2007: Ubaci me u mašinu
- 2010: Ljubav mala, briga velika[3]

### Singles (Auswahl)
- 1988: Mace Moje Lazljivo
- 1989: Nemam Srece
- 2003: Hajde mala
- 2003: Jasmina
- 2003: Bosanac
- 2003: Ulica Naše Mladosti
- 2007: Preko Okeana
- 2007: Nisu Vazne Boje